# Adome Bridge
Adome Bridge − most na rzece Wolta w Ghanie. Łączy brzegi rzeki poniżej zapory Akosombo. 
Jest to stalowy most łukowy podparty na obu brzegach z przęsłem zawieszonym na cięgnach. Został ukończony w 1957.